# Marcelo Battistuzzi
Marcello Battistuzzi (ur. 20 lipca 1976 roku w São Paulo) – brazylijski kierowca wyścigowy.

## Kariera
Battistuzzi rozpoczął karierę w wyścigach samochodowych w 1997 roku od startów w Europejskiej Formule Opel, Formule Opel Challenge oraz w Pucharze Narodów Formuły Opel Lotus. W dwóch pierwszych seriach zwyciężał odpowiednio sześciokrotnie i trzykrotnie i w obu seriach świętował mistrzowskie tytuły. W Pucharze Narodów zdobył tytuł wicemistrzowski. W późniejszych latach pojawiał się także w stawce Formuły 3000 oraz Włoskiej Formuły 3000.
W Formule 3000 Brazylijczyk startował w latach 1998-1999. Jedynie w sezonie 1998 punktował. Z dorobkiem jednego punktu uplasował się wówczas na 24 miejscu w końcowej klasyfikacji kierowców. Rok później został sklasyfikowany na 32 pozycji.